# Admor

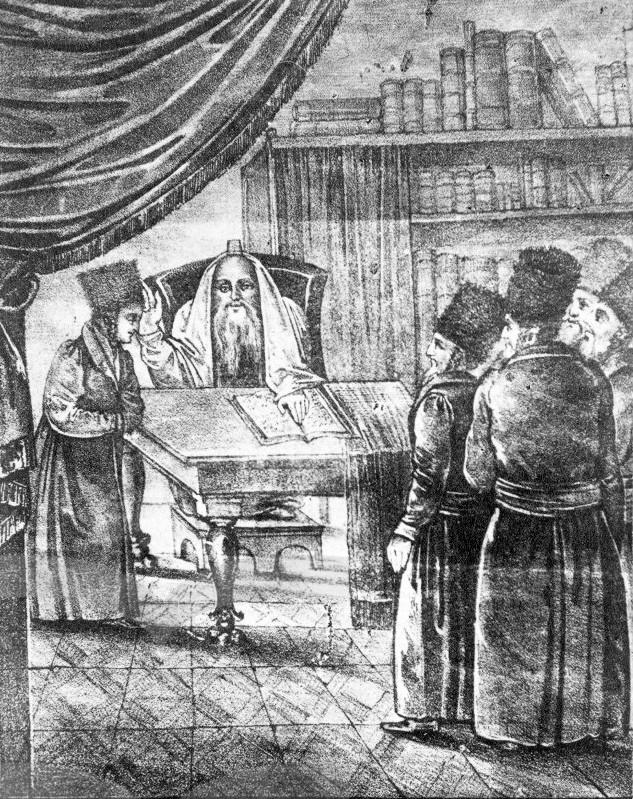
Israel Hopstein von Koschnitz

Admor oder ADMOR (Plural: Admorim [adˈmɔr], hebräisch אדמו"ר; auch Zaddik oder Rebbe, zu Deutsch: Wunderrabbi) ist im Chassidismus ein – meist in Texten verwendeter – religiöser Ehrentitel für das Oberhaupt der chassidischen Gruppierung. Der Ausdruck Admor ist ein Akronym aus hebräisch אדוננו מורנו ורבנו (adonénu, morénu ve-rabbénu), dt. „unser Herr, Lehrer und Meister/Rabbiner“.
Im osteuropäischen Chassidismus wurde ein Zaddik (ursprünglich: Gerechter) als Vermittler zwischen Gott und den Menschen betrachtet. Man hielt Versammlungen bei ihm, er fungierte als Ratgeber und war berechtigt, Unterstützung von seiner Gemeinde zu empfangen. Zudem wurde ihm die Fähigkeit zugeschrieben, Wunder zu vollbringen. In der Zeit der Ausbildung des Chassidismus wurde die Würde eines Zaddik/Admor erblich, und es bildeten sich Dynastien aus.